# Мерли: Решись быть мудрым
«Мерли́: Решись быть мудрым» (исп. Merlí: Sapere aude) — испанский драматический телесериал для подростков, созданный Эктором Лосано, премьера которого состоялась 5 декабря 2019 года в потоковом режиме на Movistar +. Сериал является продолжением сериала Мерли, транслируемого каталонским каналом TV3, и вращается вокруг Пола Рубио (Карлос Куэвас), который поступает в университет, чтобы пойти по стопам своего почитаемого профессора в средней школе Мерли. Сериал был снят на каталонском и испанском языках. Сериал продлен на второй сезон. Создатель сериала, Эктор Лосано, подтвердил, что второй сезон, премьера которого состоится 2 апреля 2021 года, станет развязкой сериала.

## Сюжет

### Первый сезон
Через несколько месяцев после смерти Мерли Пол Рубио (Карлос Куэвас) начинает учёбу на философском факультете, следуя по стопам Мерли, чтобы подражать своему наставнику и в конечном итоге стать учителем. Наиболее заметными местами съемок являются Барселонский университет, Готический квартал, Эль Раваль и пляжи Барселоны.

### Второй сезон
Начинается второй семестр в университете. Пол встречает мальчика старше его, к которому начинает испытывать неконтролируемое влечение, но появляется старый друг и приносит ему плохие новости, которые навсегда меняют его жизнь. Альфонсо должен искать работу, чтобы заплатить крупный штраф, и есть кто-то из философской группы, кто готов ему помочь. Рай начинает семестр не с той ноги, потому что Минерва не вернулась из Аргентины и чувствует себя всё более отдалённой от своих одноклассников, вплоть до того, что раздумывает, стоит ли ей продолжать с ними. Оти решила взять свою жизнь под контроль и бросить вызов своим родителям и своему парню Арнау попробовать что-то новое. Биль хочет организовать большую лигу дебатов, чтобы завершить курс, и, похоже, хочет обрести уверенность и повзрослеть. Боланьо продолжает бороться со своей алкогольной зависимостью, а также должна решить, какой матерью и другом она хочет быть. В конце концов, всем им предстоит получить степень по философии. Пол также хочет пойти по стопам Мерли.

## В ролях
Вернувшиеся актёры из предыдущих серий: 
- Карлоса Куэваса в роли Пола Рубио
- Давида Соланса в роли Бруно
- Ана Мария Барбани в роли Кармины Кальдуч
- Бориса Руиса в роли Альфонсо
- Ассуна Планаса в роли Глории
- Франческ Орелья[исп.] в роли Мерли

Новые персонажи, которые входят в сериал: 
- Пабло Капус в роли Рая, однокурсник Пола
- Асуль Фернандес в роли Минервы
- Мария Пухальте в роли Марии Боланьо
- Глория Рамос[7].

## Эпизоды
| Сезон | Сезон | Серий | Даты выхода    | Даты выхода    |
| Сезон | Сезон | Серий | Премьера       | Окончание      |
| ----- | ----- | ----- | -------------- | -------------- |
|       | 1     | 8     | 5 декабря 2019 | 5 декабря 2019 |
|       | 2     | 8     | 2 апреля 2021  | 7 мая 2021     |